# Dinastie del Nord e del Sud

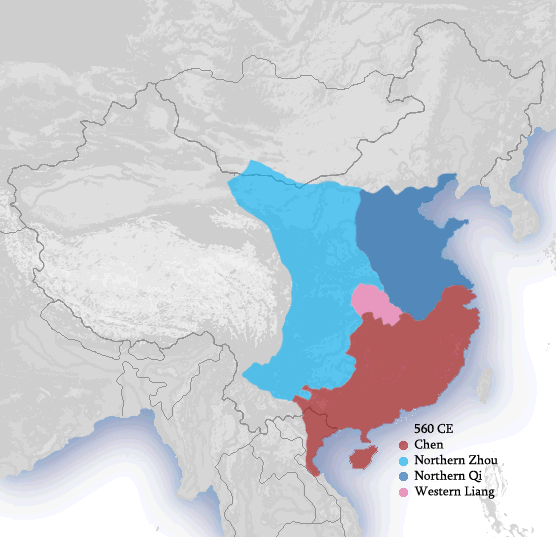

Col termine di dinastie del Nord e del Sud si intende un periodo di oltre due secoli (dal 420 al 589 d.C.) in cui l'impero cinese si frantumò e nacquero diversi imperi minori.
Le dinastie del Nord e del Sud (南北朝 nánběicháo) si situano fra la fine della dinastia Jìn nel 420 e l'avvento della dinastia Sui (581-618). Le dinastie del Nord e del Sud furono in totale nove, cinque al nord e quattro al sud.

## Nord
- dinastia Wei Settentrionale (北魏 Běi Wèi) (Cina settentrionale) (386-534)
- dinastia Wei Occidentale (西魏 Xī Wèi) (Cina nord-occidentale) (535-557)
- dinastia Wei Orientale (東魏 Dōng Wèi) (Cina nord-orientale) (534-550)
- dinastia Qi Settentrionale (北齊 Běi Qí) (Cina nord-orientale) (550-577)
- dinastia Zhou Settentrionale (北周 Běi Zhōu) (Cina nord-orientale, poi Cina settentrionale) (557-581)

## Sud
- dinastia Liu Song (南宋 Nán Sòng) (Cina meridionale) (420-479)
- dinastia Qi Meridionale (齊朝 Qí Cháo)(Cina meridionale) (479-502)
- dinastia Liang Meridionale (梁朝 Liáng Cháo) (Cina meridionale) (502-557)
- dinastia Chen Meridionale (陳朝 Chén Cháo) (Cina meridionale) (557-589)

Alla morte dell'imperatore Houzhu nel 589, tutta la Cina fu unificata da Wendi della dinastia Sui, che era succeduto alle dinastie del Nord e del Sud.